# Isanthrene vespoides
Isanthrene vespoides är en fjärilsart som beskrevs av Walker 1854. Isanthrene vespoides ingår i släktet Isanthrene och familjen björnspinnare. Inga underarter finns listade i Catalogue of Life.